# Tintin ở Tây Tạng
Tintin ở Tây Tạng (tiếng Pháp: Tintin au Tibet) là tập thứ hai mươi của Những cuộc phiêu lưu của Tintin, bộ truyện tranh của họa sĩ truyện tranh Bỉ Hergé. Nó được xuất bản hàng tuần từ tháng 9 năm 1958 đến tháng 11 năm 1959 trên tạp chí Tintin và được xuất bản thành một cuốn sách vào năm 1960. Hergé coi nó là cuộc phiêu lưu của Tintin yêu thích của mình và nỗ lực tinh thần, như ông đã tạo ra nó trong khi đau khổ từ những cơn ác mộng chấn thương và mâu thuẫn cá nhân trong khi quyết định bỏ vợ của ba thập kỷ cho một người phụ nữ trẻ hơn. Câu chuyện kể về chàng phóng viên trẻ tuổi Tintin khi tìm kiếm người bạn của mình là Chang Chong-Chen, người mà chính quyền tuyên bố đã chết trong một vụ tai nạn máy bay ở dãy Hy Mã Lạp Sơn. Tin chắc rằng Chang đã sống sót và chỉ có Snowy, Thuyền trưởng Haddock và hướng dẫn viên Sherpa Tharkey, Tintin băng qua dãy Hy Mã Lạp Sơn đến cao nguyên Tây Tạng, trên đường đã gặp gỡ Yeti bí ẩn.
Sau The Red Sea Sharks (1958) và số lượng nhân vật lớn của nó, Tintin ở Tây Tạng khác với những câu chuyện khác trong sê-ri ở chỗ nó chỉ có một vài nhân vật quen thuộc và cũng là cuộc phiêu lưu duy nhất của Hergé không khiến cho Tintin chống lại một nhân vật phản diện. Các chủ đề trong câu chuyện của Hergé bao gồm nhận thức ngoại cảm, huyền bí của Phật giáo Tây Tạng và tình bạn. Được dịch ra 32 thứ tiếng, Tintin ở Tây Tạng được nhiều nhà phê bình đánh giá cao và thường được coi là tác phẩm hay nhất của Hergé; nó cũng đã được Dalai Lama ca ngợi, người đã trao cho nó giải Ánh sáng sự thật. Câu chuyện là một thành công thương mại và đã được xuất bản dưới dạng sách bởi Casterman ngay sau khi kết thúc; chính bộ truyện đã trở thành một phần xác định của truyền thống truyện tranh Pháp-Bỉ. Tintin ở Tây Tạng đã được điều chỉnh cho phim bộ hoạt hình năm 1991 The Adventures of Tintin, các vở kịch năm 1992-3 của BBC Radio 5 Adventures, trò chơi cùng tên 1996, và  trẻ Vic phim âm nhạc năm 2005-6 của Young Vic Hergé's Adventures of Tintin; nó cũng được xuất hiện nổi bật trong bộ phim tài liệu năm 2003 Tintin và tôi và là chủ đề của một triển lãm bảo tàng.